# Márcio Santos
Márcio Santos, teljes nevén: Márcio Roberto dos Santos (São Paulo, 1969. szeptember 15. –) világbajnok brazil válogatott labdarúgó.
A brazil válogatott tagjaként részt vett az 1991-es és az 1997-es Copa Américán, illetve az 1994-es világbajnokságon.

## Sikerei, díjai
Internacional
- Gaúcho bajnok (1): 1991

AFC Ajax
- Holland bajnok (1): 1995–96

São Paulo
- Brazil bajnok (1): 1998
- Paulista bajnok (1): 1998

Brazília
- Világbajnok (1): 1994
- Copa América győztes (1): 1997

Egyéni
- Bola de Prata (1): 1991